# Joseph Mills (Politiker, 1902)
Joseph Mills (* 31. Juli 1902 in Providence, Rhode Island; † vor oder in 1962) war ein US-amerikanischer Politiker. Er gehörte 1939 bis 1948 dem Repräsentantenhaus von Rhode Island an. Von 1949 bis 1952 sowie erneut von 1955 bis 1956 war er Bürgermeister von Warwick, Rhode Island.

## Leben
Mills besuchte die High School in Cranston, wo er 1918 seinen Abschluss machte, und das Wentworth Institute, wo er 1923 seinen Abschluss machte.
Von Januar 1939 bis 1948 gehörte er als Republikaner dem Repräsentantenhaus von Rhode Island an.
Als der bisherige Bürgermeister von Warwick, Albert P. Ruerat, 1948 auf eine erneute Kandidatur verzichtete, um bei der im selben Jahr stattfindenden Wahl zum Gouverneur von Rhode Island anzutreten, bewarb sich Mills bei der Primary seiner Partei. Er unterlag jedoch dem von Ruerat und der Parteiführung favorisierten George Salter. Mills trat daraufhin aus der Partei aus und kandidierte als Unabhängiger (mit Unterstützung der Demokratischen Partei) bei Bürgermeisterwahl. Diese gewann er gegen Salter mit 7881 zu 7335 Stimmen. 1950 erfolgte seine Wiederwahl, als er sich mit 8257 zu 7710 Stimmen gegen Thomas Casey Greene, den Vorsitzenden der Republikanischen Partei von Rhode Island, durchsetzen konnte. Bei der Bürgermeisterwahl 1952 unterlag er dem republikanischen Kandidaten Darius L. Goff. Goff selbst wurde jedoch bereits nach einer Amtszeit wieder von Mills abgelöst, nachdem Mills bei der nächsten Bürgermeisterwahl 1954 12.473 zu 10.197 Stimmen erzielte. 1956 verzichtete Mills auf eine erneute Kandidatur für das Amt des Bürgermeisters und zog sich aus der Politik zurück.
Mills war verheiratet.